# Wegkreuz (Oberthulba; Kirchgasse 18)

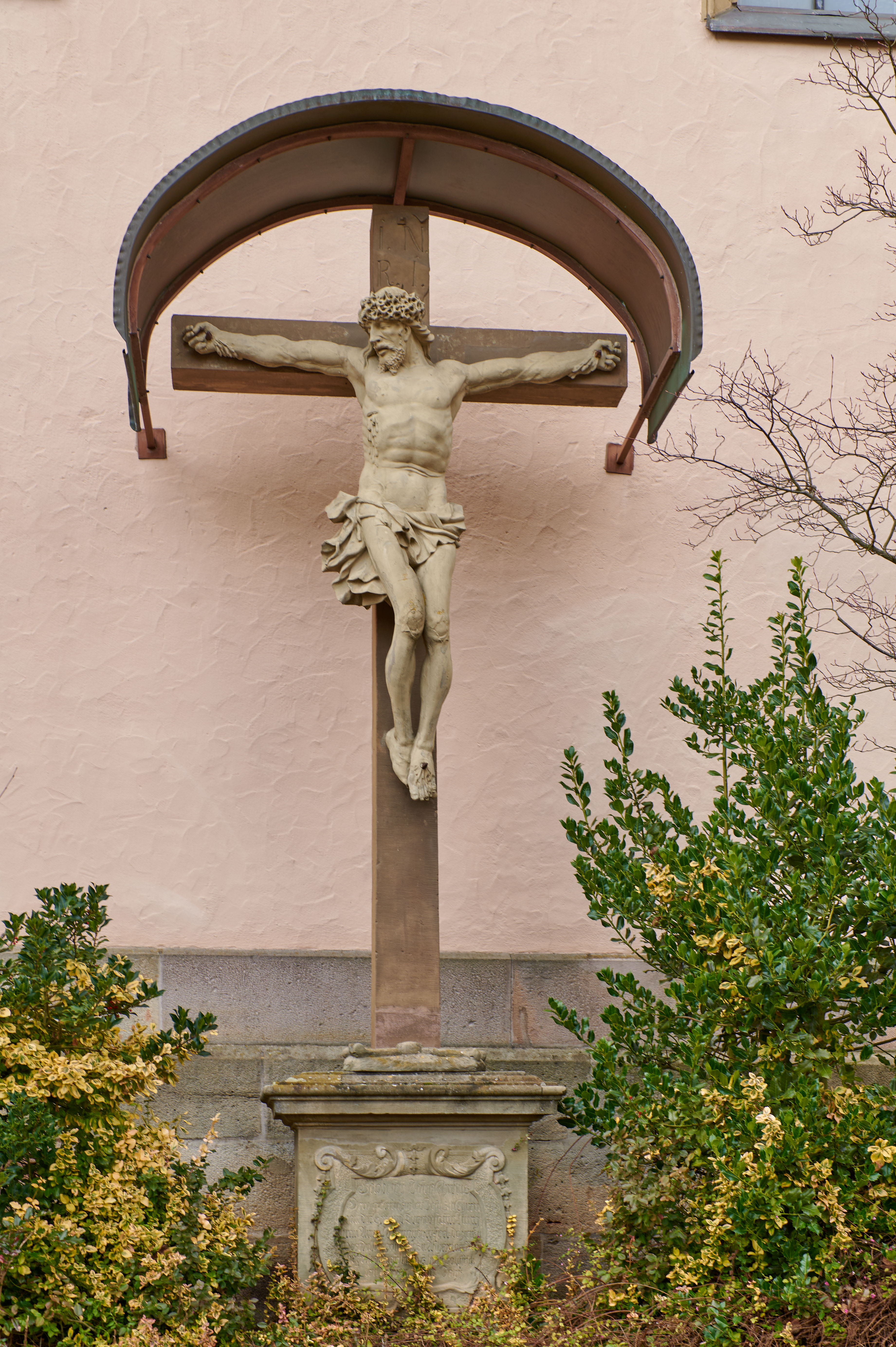
Wegkreuz in Oberthulba, Kirchgasse 18 bei der St. Johannes der Täufer-Kirche.

Das Wegkreuz Kirchgasse 18 befindet sich im Markt Oberthulba im unterfränkischen Landkreis Bad Kissingen in der Kirchgasse 18 und gehört zu der örtlichen St. Johannes der Täufer-Kirche.
Das Wegkreuz gehört zu den Baudenkmälern von Oberthulba und ist gemeinsam mit der Kirche unter der Nummer D-6-72-139-5 in der Bayerischen Denkmalliste registriert.

## Beschreibung
Das 380 cm hohe Wegkreuz befindet sich an der Ostfront der Kirchenmauer. Es besteht aus gelbem Sandstein und entstand im Jahr 1753.
Das Kreuz ist mit einer gespalteten INRI-Inschrift, einem überlebensgroßen Korpus an einem Stamm mit dem Querschnitt 25 cm × 23 cm, einer Schädelstätte, einem tischähnlichen Sockel mit den Abmessungen 112 cm × 110 cm × 90 cm mit Inschriftentafel sowie Blattwerk und Blütenstäben als Verzierung versehen. Die Inschrift lautet:

„Gelobt Sei Jesuß Christuß

Dem Gecreutzigten Jesu Zu Ehren

Hatt Die Ehr Und Tugentsamme Jung

Frau Anna Hoffmayerin Seel. Dahier Zu

Oberdulba Gebürdig Zu Astheim Am Mayn

Begraben Diese Biltnuß Hieher Auffrich

Ten Lassen Im Jahr

1736“